# Preoteasa, Sălaj
Preoteasa (în maghiară: Füzespaptelek) este un sat în comuna Valcău de Jos din județul Sălaj, Transilvania, România.
Prima atestare documentară este în anul 1423, când satul apare sub numele Paptelek. Alte atestări documentare provin din anii 1450 Paptelke, 1472 Paptheleke, 1481 Papteleke, 1546 Paptekeh, 1733 Preutasa, 1760-1762 Fuzes Paptelek, 1808 Pap Telke, 1850 Preutyasa, 1854 Paptelke, Preuteasa, 1930 Preuteasa, 1966 Preoteasa.

## Legături externe

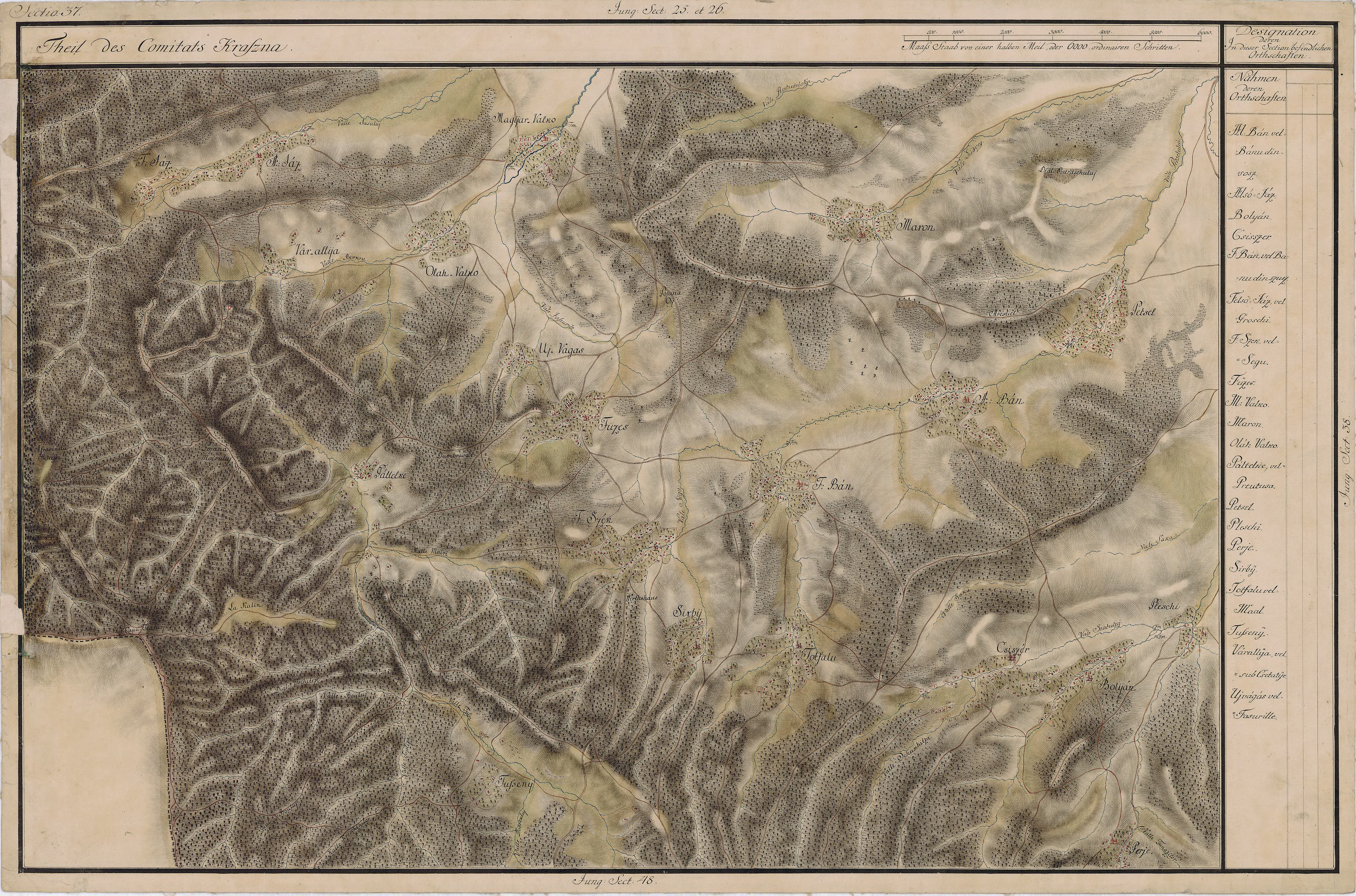
Preoteasa în Harta Iosefină a Transilvaniei, 1769-1773